# Bermondsey (metrostation)
Bermondsey is een station van de metro van Londen aan de Jubilee Line. Het station is geopend op 17 september 1999 als onderdeel van de Jubilee Line Extension. In het station zijn voorzieningen voor rolstoelgebruikers aanwezig.

## Geschiedenis
In 1979 werd het eerste deel van de Jubilee Line geopend tussen Baker Street en Charing Cross met de bedoeling om de lijn onder Strand door te trekken naar het oosten. Gebrek aan fondsen betekende echter dat de aanleg vlak ten westen van Aldwych tot staan kwam. In 1992 werd een tracébesluit genomen waarin de lijn langs de grote spoorwegstations over de zuidelijke oever van de Theems zou lopen. De bouw begon in 1993 met een verwachtte bouwtijd van 53 maanden, door geologische tegenslagen bij Westminster werd de lijn pas op 20 november 1999 opengesteld voor reizigersverkeer. Vanaf 7 september 1999 werd wel een eilandbedrijf onderhouden ten oosten van Waterloo  waarbij meerdere stations onderweg naar Strattford werden overgeslagen. Bermondsey wordt sinds 17 september 1999 door de reguliere dienst bediend.   

## Ligging en inrichting
Het stationsgebouw ligt aan de zuidkant van Jamaica Road in het noorden van Bermondsey. Bovengronds is alleen de begane grond te zien omdat de geplande kantoorverdiepingen niet zijn gerealiseerd. De glazen gevels en daken zorgen voor een verlichting door daglicht in grote delen van het station. Net als de andere stations van de Jubilee Line op de zuidelijke oever van de Theems ontwierp Ritchie Architects het station in futuristische stijl. De kaartverkoop en toegangspoortjes liggen bij de ingang aan de Jamaica Road. Aan de zuidkant van de toegangspoortjes kunnen roltstoelgebruikers per lift naar de perrons op niveau -3, de hoofdstroom van de reizigers gaat hier per trap naar niveau -1 bovenaan de roltrappen. Dit deel van het station is gebouwd met de openbouwputmethode, waarbij de put doorloopt tot perronniveau. De roltrappen parallel aan de John Roll Way liggen tussen twee betonnen wanden die ondergronds tussen de tunnelbuizen staan. De hele put is verstevigd met horizontale liggers boven de onderkant van de roltrappen. Ten westen van de put liggen de perrons, zoals gebruikelijk in London in geboorde tunnels. De tunnelwanden zijn hier afgewerkt met een futuristische metalen bekleding en de perrons zijn met perrondeuren afgescheiden van de sporen.

Stanmore ·
Canons Park ·
Queensbury ·
Kingsbury ·
Wembley Park ·
Neasden ·
Dollis Hill ·
Willesden Green ·
Kilburn ·
West Hampstead ·
Finchley Road ·
Swiss Cottage ·
St. John's Wood ·
Baker Street ·
Bond Street ·
Green Park ·
Westminster ·
Waterloo ·
Southwark ·
London Bridge ·
Bermondsey ·
Canada Water ·
Canary Wharf ·
North Greenwich ·
Canning Town ·
West Ham ·
Stratford